# Tamara Rylova
Tamara Nikolajevna Rylova (Russisch: Тамара Николаевна Рылова) (Vologda, 31 oktober 1931 – Sint-Petersburg, 1 februari 2021) was een Russisch schaatsster. In 1959 werd ze wereldkampioene all-round en ze werd vier keer allroundkampioene van de Sovjet-Unie.

## Wereldrecords
Ze schaatste drie officiële wereldrecords, in 1955 op de 500 meter en 1000 meter en in 1960 op de minivierkamp. Al deze records werden op de hooglandbaan van Medeo gereden. Het oude record op de 500 meter stond al 18 jaar op naam van Laila Schou Nilsen.
| Nr. | Afstand      | Tijd    | Datum              | Baan  |
| --- | ------------ | ------- | ------------------ | ----- |
| 1   | 500 meter    | 45,6    | 11 januari 1955    | Medeo |
| 2   | 1000 meter   | 1.33,4  | 12 januari 1955    | Medeo |
| 3   | minivierkamp | 196,416 | 20/21 januari 1960 | Medeo |

## Olympische Spelen
Rylova deed eenmaal mee aan de Olympische Winterspelen, waar ze in 1960 op drie afstanden startte. Op de 1000 meter behaalde ze de bronzen medaille.

## Records

### Persoonlijke records
| Afstand    | Tijd   | Datum            | Baan          |
| ---------- | ------ | ---------------- | ------------- |
| 500 meter  | 45,2   | 29 februari 1964 | Sverdlovsk Ts |
| 1000 meter | 1.33,4 | 12 januari 1955  | Medeo         |
| 1500 meter | 2.25,1 | 27 januari 1962  | Medeo         |
| 3000 meter | 5.16,6 | 21 januari 1960  | Medeo         |
| 5000 meter | 9.09,2 | 22 januari 1955  | Medeo         |

#### Adelskalender
Rylova kwam aan top omdat de gereden afstanden van de vierkamp wijzigde, de 1500m verving de 5000m. Voorafgaand aan deze regel wijziging stond haar landgenote Rimma Zjoekova bovenaan.
Van 1 juli 1955 tot 27 januari 1962 was Tamara Rylova aanvoerster van de Adelskalender. Daarmee heeft zij 2402 dagen aan de top van de lijst gestaan.
Hieronder staan de persoonlijke records (PR's) waarmee Tamara Rylova aan de top van de Adelskalender kwam en de PR's die zij had staan toen zij van de eerste plek verdreven werd. Tevens zijn de gegevens weergegeven van de schaatssters die voor en na haar aan de top van de lijst stonden.
| Datum      | 500 m | 1000 m | 1500 m | 3.000 m | Punten  | Voorganger / Opvolger |
| ---------- | ----- | ------ | ------ | ------- | ------- | --------------------- |
| 01-07-1955 | 45,6  | 1.33,4 | 2.28,0 | 5.22,2  | 195,333 |                       |
| 21-01-1960 | 45,6  | 1.33,4 | 2.28,0 | 5.16,6  | 194,399 |                       |
| 27-01-1962 | 44,9  | 1.36,9 | 2.19,0 | 5.14,1  | 192,033 | Inga Artamonova       |

### Wereldrecords laaglandbaan (officieus)
| Nr. | Afstand   | Tijd | Datum            | Baan        |
| --- | --------- | ---- | ---------------- | ----------- |
| 1.  | 500 meter | 47,5 | 25 december 1956 | Moskou      |
| 2.  | 500 meter | 47,4 | 12 februari 1958 | Kvarnsveden |
| 3.  | 500 meter | 47,4 | 10 januari 1959  | Imatra      |

Verné Lesche · 
Valentina Koeznetsova · 
Serafima Paromova · 
Laila Schou Nilsen · 
Olga Akifjeva · 
Rimma Zjoekova · 
Tamara Rylova · 
Inga Artamonova · 
Stien Kaiser · 
Ans Schut · 
Nina Statkevitsj · 
Tatjana Averina · 
Galina Stepanskaja · 
Natalja Petroeseva · 
Andrea Mitscherlich · 
Karin Enke · 
Gabi Zange · 
Gunda Niemann · 
Claudia Pechstein · 
Anni Friesinger · 
Cindy Klassen